# Villanova del Ghebbo
Villanova del Ghebbo là một đô thị ở tỉnh Rovigo ở vùng Veneto của Ý, có khoảng cách khoảng 70 km về phía tây nam của Venezia và khoảng 10 km về phía tây của Rovigo. Tại thời điểm ngày 31 tháng 12 năm 2004, đô thị này có dân số 2.209 người và diện tích là 11,8 km².
Đô thị Villanova del Ghebbo có các frazioni (các đơn vị cấp dưới, chủ yếu là các làng) Bornio and Canton.
Villanova del Ghebbo giáp các đô thị: Costa di Rovigo, Fratta Polesine, Lendinara, Lusia, Rovigo.